# Tatiana Sjtjogoleva
Tatiana Nikolajevna Sjtjogoleva, född den 9 februari 1982 i Moskva i Sovjetunionen (nu Ryssland), är en före detta rysk basketspelare som var med och tog OS-brons 2004 i Aten. Hon var även med fyra år senare och tog OS-brons 2008 i Peking. 
År 2004 var första gången Ryssland tog en medalj i damklassen vid de olympiska baskettävlingarna sedan Sovjettiden.